# کهنه‌قلعه (درگز)
کهنه قلعه(دستجرد)، روستایی از توابع بخش چاپشلو شهرستان درگز در استان خراسان رضوی ایران است.

## جمعیت
این روستا در دهستان قره باشلو قرار دارد و براساس سرشماری مرکز آمار ایران در سال ۱۳۸۵، جمعیت آن زیر سه خانوار بوده‌است.

## افراد سرشناس
- نادرشاه، پادشاه ایران و بنیان‌گذار دودمان افشاریه، متولد ۱۰۶۷ شمسی در کهنه‌قلعه درگز.